# Николаевская церковь (Рекиты)
Николаевская церковь (укр. Миколаївська церква) — памятник архитектуры национального значения, располагается в селе Рекиты Хустского района Закарпатской области. Охранный номер — 225/1. Входит в реестр ЮНЕСКО и отмечается в роли достопримечательности, которая имеет историческую, культурную и архитектурную ценность. Относится к Украинской православной церкви Московского патриархата.

## Описание
Датой постройки церкви считают 1751 год, хотя в исторических документах встречаются более ранние упоминания этого сооружения и количество её перестроек. Церковь трижды меняла свое расположение. Все строительные работы, которых требовала церковь, проводились вручную без использования пилы. Первоначально церковь строилась в урочище Близнецы, которое территориальное близко к селу Лесковец. Готовый материал был разобран, перевезен на гору Кичера, и там церковь была построена снова. Нынешнее расположение в селе Рекиты — уже третье. Небольшая по размерам церковь в бойковской стиле располагается на склоне вместе с колокольней. Для строительства церкви были использованы еловые брусья. Здание деревянное с двускатной крышей. Колокольня церкви, построенная в XIX веке, выполнена в готическом стиле.
По описаниям 1801 года здание церкви находилось в удовлетворительным состоянием. В храме могло поместиться 110 верующих. Последняя известная перестройка состоялась в 1854 году. На церковном иконостасе Николаевской церкви содержатся три иконы — Николая Чудотворца, Благовещения и 12 апостолов. Иконы датируются XVIII веком. На престоле алтаря находится древнее Евангелие, которое было написано на старославянском языке.